# アメリカ合衆国の音楽
この項目では、アメリカ合衆国の音楽（アメリカがっしゅうこくのおんがく）について解説する。

## 概説
アメリカにおいて、音楽のもつ意味をもっとも強く決定づけているのは、音楽と人種の関係であろう。ヨーロッパ音楽とアフリカ音楽というまったく異なった源泉からブラックミュージックのアイデンティティが確立された過程は、歴史的研究における恒常的なテーマのひとつである。植民地時代における、西アフリカ全体のスタイル・歌唱法・楽器が奴隷のるつぼの中で混合されていった時期のブラックミュージックについてはほとんど文献が残っていない。19世紀中頃には、すでにアメリカ黒人の民俗的な伝統は広く有名になっており、ブラックミュージックのスタイル・楽器・イメージは、スピリチュアルやミンストレル・ショーや労働歌を通じてアメリカ音楽の主流の一部になっていった。ブラックミュージックの技法は、ブルース、ジャズ、リズム・アンド・ブルース(R&B)、ロックンロール、ソウルミュージック、ヒップホップなどを通じ、アメリカのポピュラー音楽にとって不可欠な要素になっているが、元々は黒人の技法や慣習の中で作られたものが人種の壁を越えて広がったものである。これとは対照的に、カントリー・ミュージックはアフリカ、ヨーロッパ、さらにはインディアンやハワイの伝統をもその起源に含んでいたが、しかし長い間白人音楽の一種と考えられてきた。
アメリカ音楽の創作・享受には経済的・社会的な階級による溝がある。例えば交響楽には上流階級のファンからの出資があるのに対して、田舎風・民族風の民俗音楽の奏者は全体的に貧しい。とはいえこの分断は絶対的なものではなく、時には溝があるように「感じられる」だけという場合もある。例えばアメリカのカントリーミュージックは、「聴いているのが実際に労働者であるかどうかはともかくとして、労働者階級のアイデンティティに訴えかける」ようにデザインされた、ひとつの商業的ジャンルでもあるのだ。カントリーミュージックは地理的なアイデンティティとも関連しており、その起源と役割は特に田舎風である。R&Bやヒップホップといった他のジャンルは、伝統的に都市的だと認識されている。

### 多様性
アメリカは、世界中から文化を取り入れ、独特の新しい方法を生み出す文化のるつぼであるとよく言われている。アメリカ音楽の諸要素は、それぞれ元をたどれば特定の起源に行き着くことが出来る。とはいえ、アメリカ音楽はつねに技法・演奏法・ジャンルの移植と融合によって発展してきたため、ある音楽的要素の起源を何か特定の文化に求める主張には問題がある。外国音楽の要素がアメリカへ入ってきた経路は、個人やグループで行う教育活動・対外活動によって音楽を取り入れる公式なものと、奴隷制による西アフリカ音楽の移入や、移民によるアイルランド音楽の移入など非公式なものとがある。アメリカ独自の音楽は、緊密な接触を通じた異文化どうしの融合の結果生じたものである。この例として奴隷制があげられる。奴隷制によって様々な部族の出身者がごちゃまぜになって共同住居で生活することになった結果、ひとつの音楽的慣習が共有されることとなり、それがさらにラテンおよびヨーロッパ固有の音楽の要素と融合することで深まっていったのである。アメリカの民族・宗教・人種の多様性から生まれた音楽的要素は、フランス音楽・アフリカ音楽の融合であるルイジアナ・クレオール音楽や、インディアン音楽・メキシコ音楽・ヨーロッパ音楽の融合であるテハーノ音楽、現代ハワイ音楽におけるスラックキーギター等の技法、などがある。
音楽を取り入れる過程には批判がなかったわけではない。例えば20世紀半ばのフォーク・リバイバルには、社会運動推進の目的もあり、様々な地方の音楽が盛り込まれたことから、「他集団の歌の商業化（……）と、それに伴う意味の希薄化」の原因になったのではないか、という議論が起こることとなった。文化的な割り当ての問題は、アメリカにおける人種同士の関係における大きな問題でもある。遅くとも19世紀半ばのスティーブン・フォスターや、ミンストレル・ショーのブーム以来、ブラックミュージックの技法・イメージ・言い回しをアメリカ白人がアメリカ白人のために使用することは多い。アメリカの音楽業界は、ブラックミュージックの白人演奏者を売り出そうと積極的に試みていた。これは、白人演奏者がアメリカで主流派に属する中流階級アメリカ人の嗜好に合うためである。こういった動きの中で、ベニー・グッドマン、エミネム、エルヴィス・プレスリーなどのスターや、ブルー・アイド・ソウル、ロカビリーなどのポップミュージックのスタイルが生まれた。

## 民俗音楽
アメリカにおける民俗音楽には、数々の民族グループごとの多様性がある。インディアンの各部族はそれぞれ多種多様な民俗音楽を演奏しており、その大半は自然の精霊についての曲である。ブラック・ミュージックにはブルースやゴスペルなどがあり、これらは奴隷たちがアメリカへもたらし、西ヨーロッパ音楽との混交を果たしたものである。植民地時代には、イングランド音楽・フランスの音楽・スペインの音楽の技法や楽器が南北アメリカ大陸にもたらされた。20世紀初頭のアメリカは、チェコのポルカ、ウクライナ・ポーランドのフィドル奏法、アシュケナジムユダヤ人のクレズマーや各種ラテン音楽など、世界中の民俗音楽の中心地となっていた。
現在アメリカ合衆国がある土地で最初に民俗音楽を演奏したのはインディアンである。用いたスタイルや技法は様々であったが、和音とポリフォニーが使われないこと、間投詞・下り旋律の使用などの特徴は、ほとんど全てのインディアンの部族に共通している。伝統的な楽器編成は、笛と、太鼓・ラトル・シェイカーなどの様々な打楽器からなる。ヨーロッパ・アフリカとの接触が確立されてからは、インディアンの民俗音楽は、ヨーロッパのフォークダンスやテハーノ音楽といった、まったく異なった音楽スタイルと融合する、新たな方向の成長を始めた。近代のインディアン音楽に関してもっとも有名なのはパウワウで、これは伝統的なスタイルの踊りや音楽が催される部族を超えた集会である。
アメリカ13植民地は、いずれも元々はイギリス帝国の領土だったため、アングロ・サクソンの文化がアメリカの民俗音楽・ポピュラー音楽の主な土台となった。アメリカ民謡には、イギリス民謡と同一の曲に新しい歌詞をつけたものが多くあり、歌詞が元素材のパロディとなっていることもしばしばである。アメリカ＝アングロサクソン系の音楽は、五音音階のメロディが少ないこと、伴奏が目立たない(一方でドローンを多用している)こと、長調が多いことなどが比較上の特徴として挙げられる。他にもアメリカ＝アングロサクソン系の伝統的な音楽には、様々なブロードサイド (broadside)、滑稽話、ほら話、鉱山労働・海難事故・殺人などにまつわる受難歌などが含まれている。ジョー・マガラック (Joe Magarac)、ジョン・ヘンリー、ジェシー・ジェイムズといった伝説上のヒーローが盛り込まれた歌も多い。イギリス由来のフォークダンスには、アメリカに伝わったカドリーユに、ダンサーに指示を与えるコーラーの発明が加わって生まれたスクウェアダンスなどがある。18世紀にイングランドから移民してきた、いわゆるシェーカー教徒と呼ばれる宗教コミューンは、独自のフォークダンスのスタイルを作った。彼らの初期の歌の起源は、イギリスの民俗音楽をそのひな型にしていると考えられる。アメリカ合衆国の初期においてそれぞれ独自の音楽文化を育てていった宗教組織の例は、この他にもアーミッシュ音楽 (Amish music)、ハーモニー協会 (Harmony Society)、ペンシルベニアのエフラタ修道院 (Ephrata Cloister)などがある。
今日のアフリカ系アメリカ人の祖先の多くは奴隷としてアメリカへ連れてこられ、主に南部のプランテーションで働いていた。この西アフリカ中の数百の部族出身者たちは、渡来とともにボーカルのコールアンドレスポンス、複合的なリズム、シンコペーションやアクセント遷移といった西アフリカ音楽の特色をアメリカへもたらした。リズミカルな歌唱やダンスに重点を置くアフリカ音楽が新世界に持ち込まれ、そこで独自の民俗音楽文化の一部となったことは、アフリカ出身者が「昔の音楽を通じてコミュニティを維持する」一助となった。アメリカにおける初期の奴隷は労働歌やフィールドハラー (field holler)を歌い、キリスト教化の後は聖歌を歌った。19世紀に起こった大覚醒では、国中の人々が信仰に熱を上げることとなったが、これは特に南部の人々の心をとらえた。主にニューイングランドの牧師が書いたプロテスタント聖歌は、南部の敬虔なキリスト教徒の間で開かれたキャンプ集会 (camp meeting) の目玉ともなった。黒人たちによってアレンジされたこれらの聖歌はネグロ・スピリチュアルと呼ばれた。これらのスピリチュアル・労働歌・フィールドハラーから、ブルース・ジャズ・ゴスペルが生まれたのである。

### ブルースとスピリチュアル
スピリチュアルは元々、南部プランテーションの奴隷による教義を表現する歌であった。19世紀中盤から後半にかけて、スピリチュアルは南部の外へ広がっていった。1871年、フィスク大学 (en:Fisk University) はスピリチュアルをアメリカ中に広めるジュビリー・シンガース (en:Jubilee Singers) の拠点だった。ジュビリー・シンガースを模倣していくつかのゴスペルカルテットが生まれ、その後派生グループはさらに数を増していった。20世紀始めには素人歌手や牧師の歌手が流行し、ここからポピュラー音楽としてのゴスペルが生まれた。
ブルースは、1910年代に南部で生まれた、アフリカ出身者の労働歌・フィールドハラー・シャウトの融合による音楽である。ブルースの大きな特徴は、哀しみをこめた歌詞が多いことと、第3音を半音（もしくは微妙に）下げた五音音階（ブルー・ノート・スケール）である。どちらも20世紀以前のアフリカ系アメリカ人の民俗音楽に存在した特徴ではあるが、AAB形式のような体系化された現代ブルースは20世紀初期までは存在していなかった。

### その他の移民コミュニティ
アメリカは、数々の民族グループからなる人種のるつぼである。これら諸民族の多くは、出身地の民俗音楽の伝統を保持しつつも、アメリカ独特のスタイルをもった外国音楽を生み出していった。ニューイングランドのカーボベルデ音楽や、カリフォルニアのアルメニア音楽、ニューヨークのイタリア音楽・ウクライナ音楽などの民族は、定住したそれぞれの地域で流行を生み出した。
ルイジアナにはクレオール（アメリカによる州の買収前からルイジアナ州に住んでいた人々を中心とする、様々な非アングロサクソン系祖先をもつコミュニティ）やケイジャン（カナダのアカディアを去ってルイジアナ州に定住したフランス語圏のグループ）といった民族グループがあり、また大きな港町だったニューオーリンズにカリブ海域全域の人々が集まった結果、ケイジャン音楽やクレオール音楽などの、多種多様なスタイルの混交が生じた。
米墨戦争以前は、テキサス州全域を含む現在のアメリカ合衆国西部のほとんどは、スペインおよびそれを引き継いだメキシコ共和国の管理下にあった。テキサス州がアメリカに編入されると、テキサスに住んでいた土着のテハーノたちは、他のテキサス住民とは別々の文化を保ちつつ、メキシコ人とも別々の文化を発展させた。初期のテハーノ音楽の発展の中心にあったのは、マリアッチやコリード (en:corrido) といった伝統的なメキシコの技法と、19世紀後半に定住したドイツやチェコ出身者によるヨーロッパ大陸の技法であった。特に、アコーディオンは20世紀前後にテハーノ音楽の奏者に取り入れられ、テキサスや北メキシコのアマチュア音楽家に広く使われるようになった。

## クラシック音楽
初期の一部の入植者がアメリカへもたらしたクラシック音楽は、ヨーロッパ芸術における教会音楽・演奏会音楽の伝統に根ざしている。この伝統における規範はバロック～ロマン派の時代を中心とする、1550年から1825年までの間に成立したものである。アメリカのクラシック作曲家の多くは、19世紀後半まで完全にヨーロッパのモデルの中で作品を作ろうとしていた。高名なチェコの作曲家、アントニン・ドヴォルザークは、1892年から1895年にかけてアメリカを訪れた際に、アメリカのクラシック音楽は、ヨーロッパの作曲家の模倣に代わる新たな独自のモデルが必要だと繰り返し語り、その後の作曲家がアメリカ独自のクラシック音楽を作るきっかけとなった。20世紀初めには、多くのアメリカ人作曲家がジャズ・ブルース・インディアンの音楽など、クラシックとは異質の要素を作品に取り入れるようになった。
アメリカは比較的オーケストラ活動が盛んな国で、世界でもドイツに次ぐ数のプロオーケストラを擁している。ただし、オペラは盛んではなく専属管弦楽団を擁した常設歌劇場は３つ（ドイツで約80、イタリアで約20）しかない。演奏活動においても当初は欧州の人材に依拠するところが大きく、19世紀から現在まで中断無く活動している５つの老舗オーケストラは、すべて初代指揮者がドイツ人であった。

### 初期のクラシック
植民地時代のアメリカでは、クラシック音楽のグループは2つあった。一つめの、アマチュア作曲家・衒学者グループは、シンプルな聖歌を基本としながら、年を追うごとに複合的な手法を用いるようになっていった。もう一つの分野は、フィラデルフィア・バルチモアなど、中部大西洋岸の諸都市における、ほぼヨーロッパのモデルの中で活動する有名な作曲家たちのグループである。こちらの作曲家たちのほとんどはイングランド出身で、ヨーロッパ音楽の中でも特に、当時有名だったイングランドの作曲家のスタイルで活動していた。
クラシック音楽がアメリカに持ち込まれたのは植民地時代である。この時代、アメリカの作曲家の多くはヨーロッパ音楽を唯一のモデルとして活動していたが、ウィリアム・ビリング(en:William Billings)、サプライ・ベルチャー(en:Supply Belcher)、ジャスティン・モーガン(en:Justin Morgan)など、第一ニューイングランド派として知られる作曲家は、ヨーロッパのモデルから完全に独立したスタイルを生み出した。これらの作曲家の中でももっとも多く記録が残っているのはビリングである。ビリングはまた「アメリカの聖歌隊の創設者として、最初にピッチパイプを使った音楽家として、チェロを礼拝に取り入れた最初の人物として」その影響力は大きい。第一ニューイングランド派の作曲家の大半はアマチュア歌手であった。彼らはアマチュアによる演奏に向いた新たな形式の宗教音楽を作り出したが、その中で、ヨーロッパのスタンダードからすれば奇妙に思えるような和声の技法を用いることもしばしばあった。彼らのスタイルは「洗練された、当時のヨーロッパのやり型」の影響を逃れ、モードや、五音の音階・メロディといった技法を使用し、ヨーロッパの和声のルールを忌避した。
19世紀初頭、アメリカは風変わりで意図的な「アメリカ流」スタイルの作曲を行い、アメリカで交響楽団のための作曲を行った最初の作曲家となったアントニー・フィリップ・ハインリヒ(en:Anthony Philip Heinrich)などの様々な作曲家を生んだ。この他にも、有名なところではウィリアム・ヘンリー・フライ(en:William Henry Fry)、ジョージ・フレデリック・ブリストウなど、多くの作曲家が、方向性こそきわめてヨーロッパ的であったが、アメリカ流のクラシックスタイルのアイデアを支持した。しかしヨーロッパで有名になったアメリカの作曲家は、ジョン・ノウルズ・ペインが最初である。ペインの成功例は、エイミー・ビーチ、エドワード・マクダウェル、ホレイショ・パーカーといった第二ニューイングランド派の作曲家を刺激することとなった。
もっとも記憶に残っている19世紀アメリカの作曲家は、おそらくルイス・モロー・ゴットシャルクである。音楽史研究家のリチャード・クロフォードによれば、ゴッドシャルクは「土地に根ざした民俗上のテーマや韻律を、コンサートホールへともたらした」ことで有名である。ゴッドシャルクの音楽は故郷のニューオーリンズでの文化の交流を反映している。ニューオーリンズはラテン・カリブ・アフリカ・ケイジャン・クレオールと、様々な音楽が根づいた土地であった。ゴッドシャルクはその生涯において天才ピアニストとして知られており、作曲家としての活動は少ないにもかかわらず、その評価は高い。

### 20世紀
エルマイラ出身のチャールズ・トムリンソン・グリフスは1914年から革新的な作品を発表し、ニューヨークのクラシック音楽シーンに登場した。だがニューヨークの作曲家でもっとも有名なのは、ジョージ・ガーシュウィンである。ティン・パン・アレーやブロードウェイ劇場の作詞作曲家だったガーシュウィンの作品は、ジャズの先駆者たちからの強い影響を受けていた。ガーシュインの作品によって、アメリカのクラシック音楽は前代未聞の国際的な注目を浴びることとなった。ガーシュイン以後、最初に有名になった作曲家はブルックリン出身のアーロン・コープランドである。コープランドは技法や形式においてはいまだヨーロッパ式ではあったものの、アメリカの民俗音楽の要素を最貧に用いた。コープランドは、その後はバレエ、さらにその後はセリエル音楽に傾倒した。国際的な注目を浴びたアメリカのクラシック作曲家の初期の人物にはチャールズ・アイヴズもいる。アイヴズはユニークなアメリカ流のスタイルの音楽を発表したが、1954年に死亡するまではほとんど無名であった。指揮者として活躍したレナード・バーンスタインは作曲家としても活動しており3曲の交響曲、オペラ、ミュージカルの作品を残している。
ジョン・ケージ、ジョン・コリリアーノ、スティーヴ・ライヒなど、20世紀後半の作曲家たちの多くが、モダニズムとミニマリズムの技法を用いた。ライヒは、同時に始まりそれぞれリピートを繰り返す2つの音楽の流れがしだいに同期を乱していき、自然と展開感を形成する、フェイジング(en:phasing)と呼ばれる技法を考案した。また、ライヒは非西洋音楽にも興味を持ち、アフリカのリズム技法を作曲に取り入れている。近年の作曲家や演奏家はフィリップ・グラスやメレディス・モンク(en:Meredith Monk)などのミニマリズム作品に強い影響を受けている。

## ポピュラー音楽
アメリカは、近現代において多くのポピュラーミュージシャンや作曲家を生み出してきた。レコード音楽の誕生に始まり、アメリカのアーティストたちはポピュラー音楽をリードし続けてきた。「アメリカ人の世界文化へのあらゆる貢献によって、ポピュラー音楽は世界中の注目を浴びている」とデビット・ユーアンは書いている。ポピュラー音楽の歴史家には、バラッドといったポピュラー音楽的な習慣から、ポピュラー音楽の起源をヨーロッパのルネサンスまでさかのぼって考える者もいるが、多くは、アメリカのラグタイムやティン・パン・アレーをポピュラー音楽の始まりとして位置づけている。楽譜に着目し、アメリカのポピュラー音楽の起源をスピリチュアル、ミンストレル・ショー、ヴォードヴィルや南北戦争時の愛国歌に求める見方が典型的である。

### 初期のポピュラー音楽

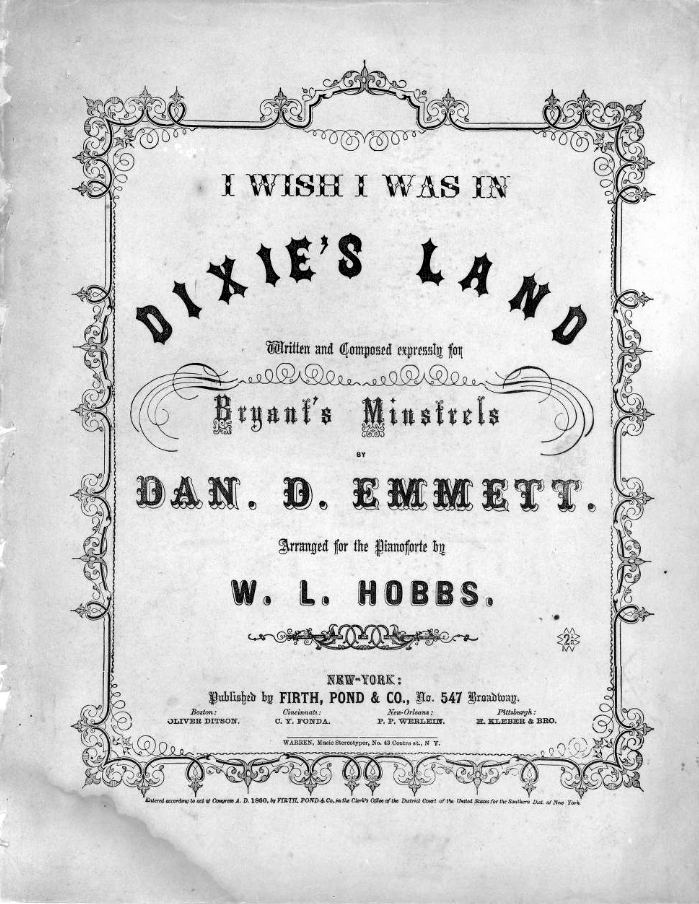
Sheet music for "Dixie"

アメリカ合衆国の独立の際の、トマス・ペイン作詞の「自由の樹」などの民衆による愛国音楽はポピュラー音楽界の始まりといえる。ブロードシートに安っぽく印刷された愛国歌は植民地中に広まり、家庭や集会で歌われた。ファイフ(en:Fife 横笛の一種)を使った曲が特に好まれ、独立戦争の戦場でも演奏された。ファイフ曲で最も長く流行したのが今日でも有名な「ヤンキードゥードゥル(日本では「アルプス一万尺」として有名)」である。この曲は1755年に生まれ、アメリカ・イギリス両軍の兵士の間で歌われた。愛国歌の多くは、イングランドのメロディを元にしながらも、イギリスの植民地主義を批判する替え歌をつけたものであったが、その他にも、アイルランド・スコットランド由来の曲を使ったものや、通俗曲を使用していないものもあった。有名な「コロンビア万歳」は、「星条旗」の採用までは非公式ながら国歌として通用していた。これら初期のアメリカ音楽は、セイクリッド・ハープ(en:Sacred Harp アメリカの南部に伝わるアカペラ音楽)の曲目の中にいまだ残っている。
アメリカ中の兵士が混成された南北戦争の中で、アメリカ音楽の様々なスタイルが混じり合って互いに影響を与えることとなった。また鉄道産業の成長などの技術的な発展により移動やコミュニケーションがより簡単になったことが、このプロセスをさらに助長した。国中のさまざまな地域出身の人々が集まった部隊の人々は、どんどん曲・楽器・技法を交換していった。南北戦争は、アメリカ特有の歌が作られて広く不動の人気を獲得していくきっかけとなったのだ。南北戦争時代に最も流行した曲はダン・エメット(en:Dan Emmett)作詞作曲の「ディキシー」である。この曲は元々“Dixie's land”というタイトルで、あるミンストレル・ショーのエンディングのために作られたものだったが、ニューオーリンズに伝わって出版されると、「南北戦争以前の大ヒット曲のひとつ」になった。またこれらの愛国歌の他にも、多くのブラスバンド作品が生まれた。

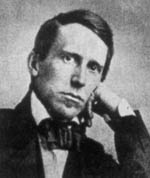
19世紀の作曲家、スティーブン・フォスター。

南北戦争後、ミンストレル・ショーはアメリカ特有の音楽を表現する初めての場となった。ダン・エメットとヴァージニア・ミンストレルズが発案したミンストレル・ショーは、寸劇・様々な出し物・踊り・音楽からなるエンターテインメントで、通常、出演者は黒人に扮した白人であった。ミンストレル・ショーの音楽パフォーマンスには黒人文化の要素があったが、黒人は単純化されて描かれていた。後に奴隷制度廃止運動に巻き込まれるまで、ミンストレル・ショーの筋書きは黒人を生まれながらの奴隷・道化として描くものであった。ミンストレル・ショーによって、現在にもよく伝わるスティーブン・コリンズ・フォスターなどの作詞作曲家が生まれた。ミンストレル・ショーの人気が落ちた後にも、クーン・ソングスという同様の試みが1880年から1920年にかけて人気を博した。
作曲家ジョン・フィリップ・スーザは、19世紀末アメリカのポピュラー音楽における、もっとも大きな流行と深く関係している。元アメリカ海兵隊軍楽隊(en:United States Marine Band)のバンドマスターだったスーザは、星条旗よ永遠なれなどの「故郷と故国への郷愁」を反映し、「活発で男性的な特徴」をもったメロディの行進曲を作曲した。
20世紀初め、主にミュージカル劇場からポピュラー音楽作品が生み出された。これらの作品は、ブルース・ジャズ・カントリーなど、現在も残るポピュラー音楽のスタイルに影響を与えた。ミュージカルのスタイルが確立する中、中心地となったニューヨークではブロードウェイ劇場が街でもっとも有名な場所になった。ジョージとアイラのガーシュウィン兄弟などの作曲家・作詞家は、アメリカ特有の口調や音楽を使った、アメリカならではの劇場のスタイルを作り出した。ミュージカルが目玉にしたのは、ポピュラー音楽と、主に恋愛をテーマにした展開の速いプロットであった。

### ブルースとゴスペル
ブルースは、現代アメリカにおけるほとんどのポピュラー音楽の基礎となったアフリカ系の民俗音楽である。カントリー、ジャズ、ラグタイム、ゴスペルなどの一連の音楽スタイルに大きな影響を与えた。これらのジャンルはそれぞれ別個の形式を発展させているが、以下のような共通の起源をもっている。19世紀終わりから20世紀初めにかけて、ミシシッピ・デルタの周辺で初期のブルースが発展した。ブルースに類する音楽でもっとも古いものといえばまずコールアンドレスポンスが挙げられるが、コールアンドレスポンスには和音も伴奏もなければ、いかなる音楽的な形式・構造もなかった。ブルースは、奴隷やその子孫がフィールドハラーやシャウトを情熱をこめた独唱歌へと変化させて作り出したものである。さらに黒人教会や伝道集会で、キリスト教の霊歌との交流が生まれると、ブルースはゴスペルの基礎になった。近代のゴスペルは1920年代の黒人教会において、即興の、しばしば音楽性をもった信仰告白という形式で始まったものである。トマス・A・ドーシー(en:Thomas A. Dorsey)などの作曲家が、伝統的な聖歌・霊歌にブルースやジャズの要素を取り入れたゴスペル作品を作った。
ラグタイムは、シンコペーションのリズムと半音階を多用する、ピアノを中心とした音楽スタイルである。元々はウォーキングベースを活かした、ソナタ形式で作曲されるダンスミュージックであった。ヨーロッパの行進曲・ポピュラーソングや、北部の町で19世紀終わりごろに黒人の大バンドが演奏していたジグなどのダンスミュージックなどの様々な要素を、黒人のケークウォークダンスに盛り込んで再構成・発展させたスタイルである。ラグタイム奏者・作曲家としては、スコット・ジョプリンが最も有名で、メイプルリーフ・ラグなどの作品が知られている。

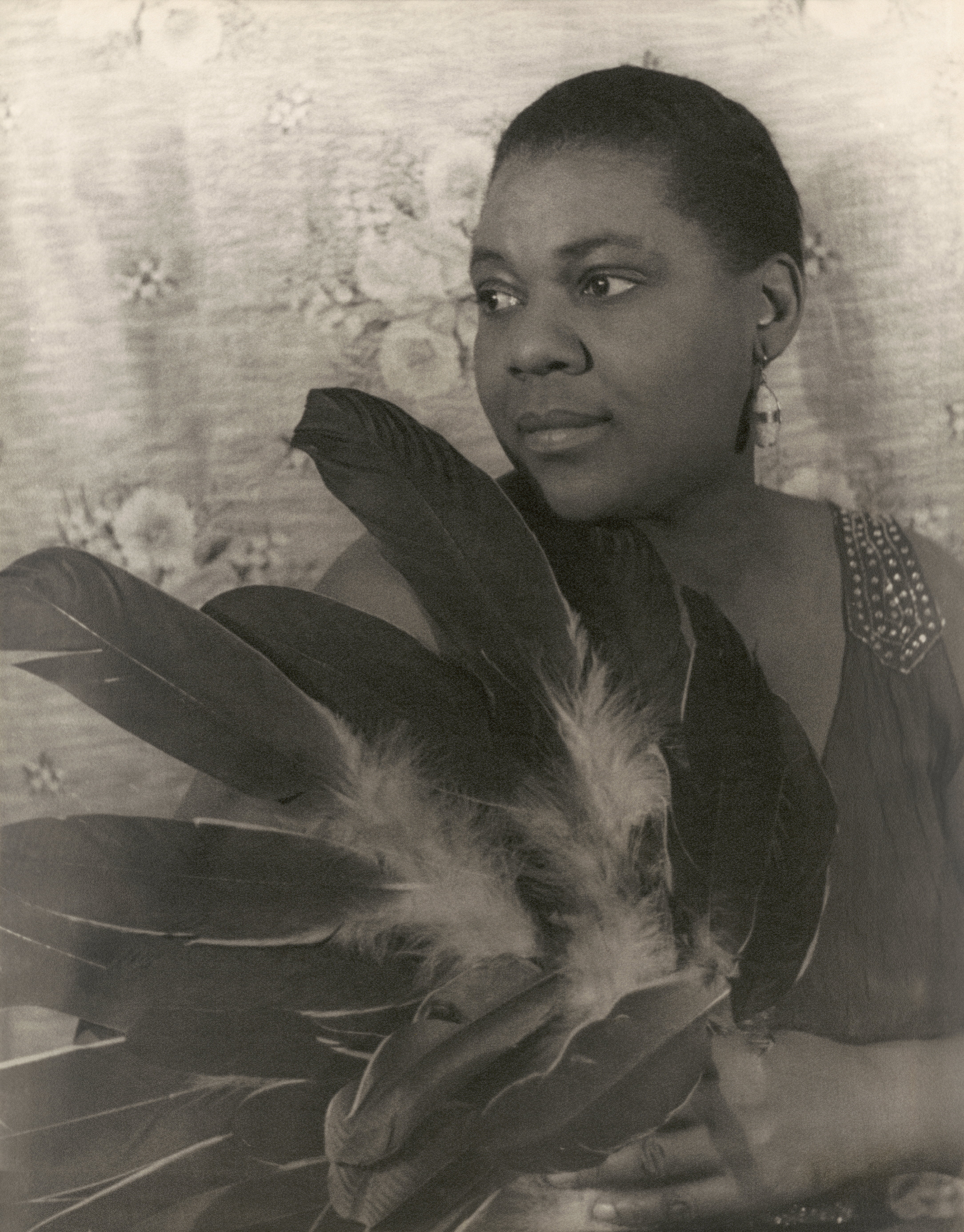
ブルース歌手のベッシー・スミス。

1920年代、ベッシー・スミスなどのクラシック女性ブルース歌手が人気を博し、ブルースはアメリカのポピュラー音楽の一部になっていった。レコード会社が、黒人の音楽愛好家に向け「レース・ミュージック(race music)」を売り出したのもこの時期である。デルタ・ブルースのロバート・ジョンソン、チャーリー・パットン、サン・ハウス、ピードモント・ブルースのブラインド・ウィリー・マクテルなど、この時期の有名アーティストは、ブルースや派生ジャンルのポピュラー音楽としての発展を後々まで刺激することとなった。しかし1940年代終わりごろには、純粋なブルースが、リズム・アンド・ブルースや初期ロックンロールといった派生ジャンルに押され、ポピュラー音楽の中ではマイナーな部位になっていた一方、ブギウギなどの、電子音楽やピアノ弾き語りのスタイルは多くの観客を維持していた。
1950年代には、マヘリア・ジャクソンが牽引役となったブルース・スタイルのゴスペルも人気を獲得した。またセンセーショナル・ナイチンゲールズやスワン・シルバートーンズ、ソウル・スターラーズらのゴスペル・カルテットも活躍した。しかし、1950年代のマディ・ウォーターズ、リトル・ウォルターといったシカゴ・ブルースのアーティストによってブルースは大きなリバイバルを果たした。またブリティッシュ・インヴェイジョンやフォーク・リバイバルの渦中にあった1960年代は、ミシシッピ・ジョン・ハートやレヴァランド・ゲイリー・デイヴィス(en:Reverend Gary Davis)などのカントリー・ブルース奏者が再発見されることとなった。1950年代のチャック・ベリーなどのロックミュージシャンや、1960・70年代のブリティッシュ・ブルース(en:British blues)やブルースロックなどの音楽シーンは、1950年代のブルース奏者から大きな影響を受けている。この影響は、イギリスのエリック・クラプトンやテキサス州のジョニー・ウィンターにまで及んだ。

### ジャズ
ジャズは、スウィング、ブルー・ノート・スケール、コールアンドレスポンスのボーカル、ポリリズム、即興を特徴とした音楽の一種である。元々はダンスミュージックの一種であったが、ポピュラー音楽において主要な地位を占めるようになり、また西洋のクラシック音楽の重要な構成要素にもなった。ジャズのルーツは西アフリカの文化・音楽表現や、ブルース・ラグタイムといった黒人の音楽慣習や、ヨーロッパの軍楽にある。初期のジャズとラグタイムは近縁関係にあるが、ジャズのほうが複雑な即興リズムを用いているという点で区別できる。初期のジャズバンドはベント、ブルー・ノートといった多くのブルース用語や、グロウル、スメアなど、ヨーロッパの器楽では用いられない技法を採用した。ジャズが誕生したのは、ケイジャンや黒人クレオールが住むニューオーリンズである。19世紀、黒人クレオールたちは、ケイジャンたちのフランス系カナダ人の文化とみずからの音楽スタイルと融合させた。葬式やパレードで演奏するクレオールの大型バンドが、初期のジャズの重要な基礎となり、やがてジャズはニューオーリンズからシカゴなどの北部の諸都市の都心へ広がっていった。

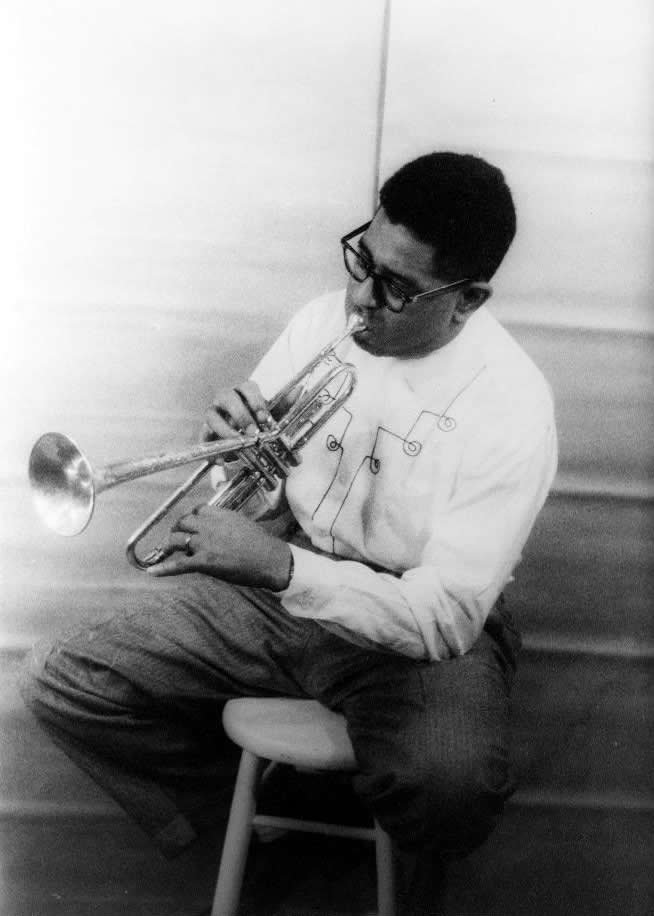
ビバップの先駆者、ディジー・ガレスピー

ジャズは長い間人気を保っていたが、そんな中でスター奏者となり、ジャズの発展を大きく後押ししたのがルイ・アームストロングと、その友人であるピアニストのアール・ハインズ(en:Earl Hines)である。アームストロングやハインズや共演者たちは即興演奏者であり、ひとつのメロディから数多くのバリエーションを創作することができた。スキャット(意味のない音を即興で歌う歌唱法)を世間に広げたのもアームストロングである。アームストロングとハインズは、スウィング・ジャズ(もしくは端的に「スウィング」とも)と呼ばれる、ビッグバンドによる大衆的なジャズの発展に大きく影響を与えた。スウィング・ジャズの特徴には、通常コントラバスとドラムによる強いリズムセクション、普通～速い程度のテンポ、大半のジャズの分野に共通する音符のスウィングをはじめとするリズムの工夫などがある。スウィング・ジャズは1930年代のジャズに、ブルースやティン・パン・アレーの要素を合わせたものである。スウィング・ジャズは他種のジャズよりも大規模なバンド編成をとるため、バンドリーダーは要素をしっかり管理するようになり、それまでジャズに不可欠だった即興演奏は敬遠されることとなった。スウィング・ジャズは黒人のダンスの主要な位置を占めるようになり、スウィング・ダンスと呼ばれる大衆的なダンスを伴うようになった。
ジャズは、戦前のスウィング・ジャズ時代のような、大衆音楽の中心的地位へは返り咲かなかったが、その後のポピュラー音楽において、様々なスタイルのアーティストに影響を与えた。また、ジャズはマイルス・デイヴィスなどの異色のポップスターを生んだ。40年代後半から50年代初頭にかけて、ジャズはビバップをはじめとする小ジャンルを発展させた。ビバップは速いテンポ、メロディよりもハーモニーに重点を置いた即興演奏、減五度の仕様などが特徴である。ビバップは1940年代前半から中頃に成立し、ハード・バップやフリー・ジャズなどのスタイルへ派生していった。ビバップの先駆者には、ニューヨークの小さなジャズ・クラブ出身のチャーリー・パーカーとディジー・ガレスピーなどがいる。

### カントリー・ミュージック
元々、カントリー・ミュージック(端的にカントリーとも)は、黒人のブルースとスピリチュアルにアパラチア地方の民俗音楽が融合したものであり、ポピュラー音楽の聴衆に受け入れられ、人気を獲得したのは1920年代のことであった。カントリーの起源は南部田園地帯の民俗音楽にあり、これはアイルランド・イギリス音楽に、アフリカ音楽・ヨーロッパ大陸部の音楽が加わったものである。アングロサクソン・ケルト系のメロディと、ダンス・ミュージック、バラッドが現代カントリーの最も古い前身であり、これらは後にヒルビリー(en:hillbillyヒルビリー音楽とも)と呼ばれるようになった。初期のヒルビリーは、ブルースの要素を借用していたが、カントリー・アンド・ウエスタン、端的にカントリーと呼ばれる商業ジャンルになるまでの発展過程においては、むしろ19世紀のポピュラーソングから多くの点を吸収した。初期のカントリーにおける楽器編成はヨーロッパ起源のフィドルや、アフリカ起源のバンジョーの間で変遷がみられ、また後にはこれにギターが加わった。20世紀初めには、ハワイ音楽グループの人気から、ウクレレやスティール・ギターといった弦楽器がよく見られるようになった。

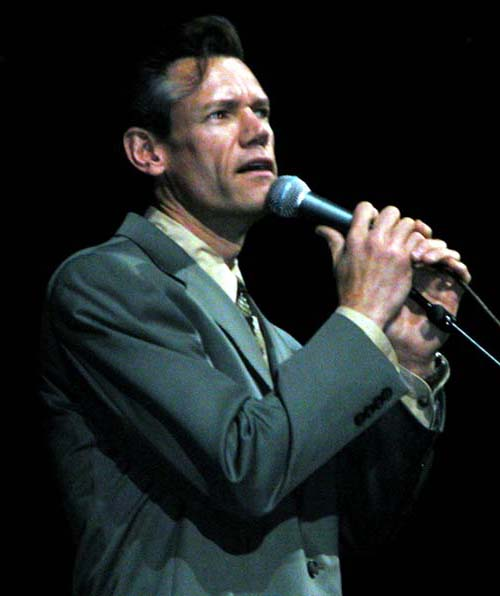
ネオトラディショナル・カントリー(:en:Neotraditional country) 歌手、ランディー・トラヴィス(:en:Randy Travis)

商業音楽としてのカントリーのルーツは、1927年、音楽スカウトマンのラルフ・ピアー(en:Ralph Peer)がレコーディングしたジミー・ロジャーズ(en:Jimmie Rodgers (country singer))やカーター・ファミリーまでさかのぼる。大衆的にはあまり成功しなかったが、わずかながら需要があったことため商業的なレコーディングが行われることとなった。第二次世界大戦後、カントリーのような特徴的なスタイルへの関心が高まりによって有名ポップスターも生まれた。この時期もっとも影響力のあったカントリー・ミュージシャンは、アラバマ州出身のブルース風カントリー歌手、ハンク・ウィリアムス(en:Hank Williams)である。ウィリアムスは、現在でもカントリーミュージックにおける最高の作詞作曲家・演奏家のひとりとして知られている。
1940年代を通じ、ホンキートンクの粗々しさがしだいに和らいでいったのと同時に、ナッシュビル・サウンドはポピュラー指向を強めていった。ナッシュビル・サウンドは、チェット・アトキンスなどのプロデューサーが、楽器編成からヒルビリーの要素を取り除き、より聞きやすい編成と進んだプロデュース技術を駆使して創設したジャンルである。ナッシュビル発のレコードは大半がナッシュビル・サウンドのスタイルを取るようになり、弦楽器とコーラスを組み入れはじめた。
しかし1960年前半には、多くの伝統的な演奏者やファンは、ナッシュビル・サウンドは勢いがなくなったと見なすようになり、ナッシュビル・サウンドはベイカーズフィールド・サウンドのような地方の音楽シーンへ分岐していった。しかし一方で、文化の象徴ともなったジョニー・キャッシュのように、人気を保ったミュージシャンも少数ながら存在した。ベイカースフィールド・サウンドは1950年代中盤から後半にかけて生まれた音楽で、ウィン・スチュアートやバック・オーエンズなどのアーティストが、ブレイクビーツなどのロックの要素や、ウエスタン・スウィングの要素を取り入れたものである。このスタイルはマール・ハガード(en:Merle Haggard)などの1960年代のアーティストによって広められた。またハガードは、ウィリー・ネルソンやウェイロン・ジェニングス(en:Waylon Jennings)といったシンガーソングライターと並ぶ、アウトロー・カントリー(en:outlaw country)のアーティストでもあった。アウトロー・カントリーはロック指向のジャンルで、歌詞は自身の犯罪行為を扱っており、ナッシュビル・サウンドのこざっぱりとしたカントリー歌手とは対照的だった。
1980年代には、カントリーのチャートはポップシンガーで埋めつくされていたが、一方でドワイト・ヨアカムのようなアーティストの登場により、ホンキートンク風カントリーのリバイバルも始まっていた。1980年代には、カントリーの主流がさらにポピュラー指向のスタイルになることに反対したアンクル・トゥーペロのような、オルタナティヴ・カントリーのアーティストも登場した。2000年代初めの時点で、ポピュラー指向のカントリーアーティストは、ガース・ブルックスなど、ベストセラーアーティストの中にもまだ残っている。

### R&B、ソウル
R&B(リズム・アンド・ブルース)は1930・40年代に生まれた音楽スタイルである。初期のR&Bは「ブルースシンガーの後ろでビシビシ鳴っており、ジャンジャンかき鳴らされる色々な電子楽器や、激しいリズムセクションを超える大声で叫ばないと歌手の声は聞こえない」と評されるリズムユニットで構成されていた。レコード会社は、R&Bの大胆なリズムや示唆的な歌詞は一般聴衆(特に中流階級の白人)には受けないと考えたため、R&Bは大規模なレコーディングやプロモーションの対象にならなかった。金管セクションを減らしてリズム楽器を目立たせたバンド構成を使った初期R&Bの音楽スタイルを考案したのは、ルイ・ジョーダンなどのバンドリーダーである。ジョーダンは1940年代終わりまでにR&Bチャートで多くのヒットを出し、ワイノニー・ハリス(en:Wynonie Harris)やロイ・ブラウンといった同時代のアーティストに道を開いた。しかし、有名になったR&Bのかなりの部分は、白人によってカバーされた曲だった。それらの曲は、ジョーダンの時代のにぎやかなスタイルではなく、パット・ブーンなどの白人ミュージシャンの、より白人聴衆に受け入れられやすいスタイルであった。とはいえ1950年代の後半には、ポップ・チャートでも黒人音楽がチャート・インし、チャック・ベリーなどのアーティストが白人リスナーの間でも、名声を得るようになった。
ソウルミュージック(端的にソウルとも)は、1950年代のアメリカで生まれた、R&Bとゴスペルを組み合わせたスタイルである。ゴスペルの手法を用いながら、非宗教的なテーマを扱っていることがソウルの特徴である。1950年代のレイ・チャールズ、サム・クック、ジェームス・ブラウン、ジャッキー・ウィルソンらのレコードがソウルの始まりだと一般的に考えている。レイ・チャールズの1962年のレコードモダン・サウンズ・イン・カントリー&ウエスタン・ミュージックではソウルとカントリーの融合(ディープ・ソウル)が取り上げられており、人種の壁を越えて受け入れられた。クックの代表曲のひとつア・チェンジ・イズ・ゴナ・カム(1964年)はソウルの古典として1960年代の公民権運動の賛歌ともなった。1960年代初めから中頃にかけて、デトロイトのモータウン・レコード社はソウルのレコードをリリースして大成功を収めた。これらのレコードはポピュラー音楽会に大きな影響を与え、白人のリスナーにも受け入れやすくなったため、黒人アーティストと白人リスナーの交流もより容易になった。
純粋なソウル・ミュージックを広めたのは、オーティス・レディングをはじめとする、南部メンフィスのスタックス・レコード社のアーティストである。だが1960年代終わりごろ、女性ソウルスターとして最も人気が高かったのはアトランティック・レコード社のアーティストアレサ・フランクリンだった。またこの頃には、ソウルはサイケデリック・ロックなどの影響を受けていくつかのジャンルに分かれていた。1960年代の社会的・政治的動乱から刺激を受けたマーヴィン・ゲイやカーティス・メイフィールドなどのアーティストが激しい社会的主張をこめたアルバムをリリースしていた一方で、ダンス指向の音楽へと変化していく派生ジャンルもあり、これはジェームス・ブラウンらによってファンクへと発展した。マーヴィン・ゲイは、以前は政治的・社会的な色彩の強いテーマの歌詞を扱うことが多かったが、ファンクや、セクシャルな要素や恋愛要素のテーマを扱う音楽を広めるのに一役買った。「レッツ・ゲット・イット・オン」(1973年)、「アイ・ウォント・ユー」(1976年)など、彼の1970年代のレコードはクワイエット・ストームの音楽とフォーマットの発展の一因となった。
1970年代、ギル・スコット＝ヘロンやラスト・ポエッツなどのアーティストたちは、詩・ジャズファンク・ソウルが融合したスポークンワード・ソウルのスタイルを作り上げた。ここで扱ったのは、黒人の視点から見た政治的・社会的な主張であった。ギル・スコット＝ヘロンの「 ザ・リヴォリューション・ウィル・ノット・ビー・テレヴァイズド」(1971)や「ウィンター・イン・アメリカ」(1974)はその後のヒップホップアーティストに大きな影響を与え、また一方でブライアン・ジャクソン(en:Brian Jackson)と組んで生み出したユニークな音楽は、ネオ・ソウルのアーティストに影響を与えた 。
1970年代、フィラデルフィア・ソウルグループのオージェイズ(en:The O'Jays)やブルー・アイド・ソウルグループのダリル・ホール&ジョン・オーツといった、洗練されたグループが成功を収めた。1970年代の終わり頃には、ソウルを含め多くの音楽ジャンルがディスコ文化の影響を受けていた。1970年代終わりから1980年代初めにかけてのエレクトロやテクノの影響を受けたソウルは激しさを失い、より洗練された曲が作られるようになった。90年代ごろには、若いミュージシャンの「R&B」と、ベテランのソウルが分離されることとなった。若者向きのジャンルは、現代R&B(en:Contemporary R&B)として昔のR&Bと区別して語られる場合が多い。

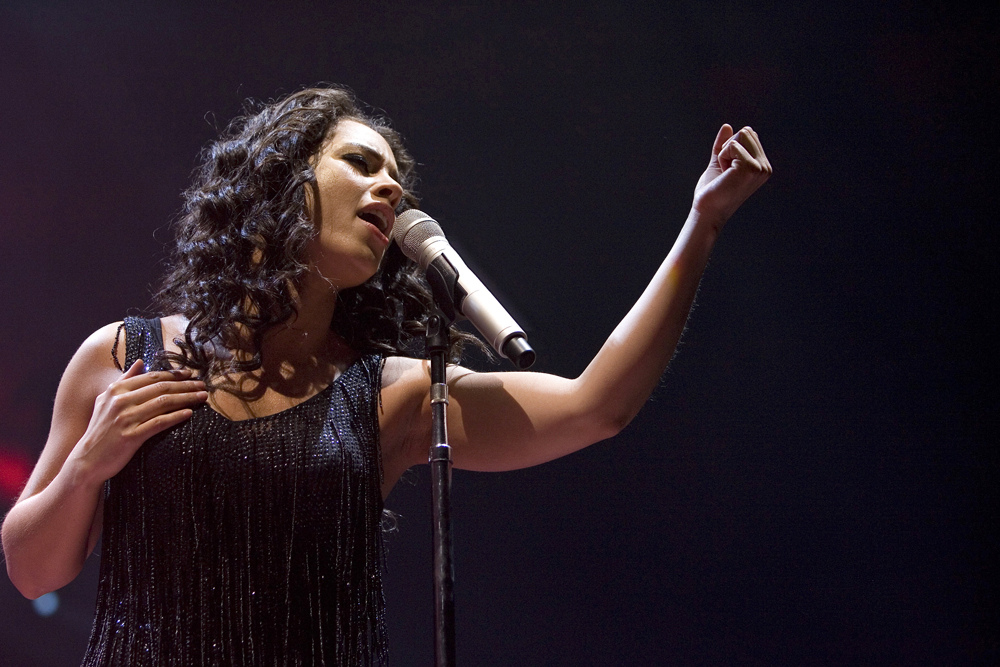
R&B and neo soul musician Alicia Keys

1980年代には、ファンクの影響を受けたプリンス (ミュージシャン)や、ポップ・スターマイケル・ジャクソン、ティナ・ターナーやホイットニー・ヒューストンなどの女性ヴォーカリスト、などがヒットを連発した。1980年代後半には、ニュージャックスウィングやグラウンド・ビート、さらに90年代にはヒップホップソウル(en:hip hop soul)やネオ・ソウルなどの一連のサブジャンルにおいて、現代R&Bはヒップホップの影響を受けるようになった。ニュージャックスウィングは、通常ラップをかけた韻文とドラムマシンを特徴とする、声楽のスタイルである。ヒップホップソウルやネオ・ソウルが生まれたのはその後の1990年代であった。メアリー・J. ブライジやR・ケリーの作品に代表されるように、ヒップホップソウルは現代R&Bとヒップホップのビート感の混交であり、さらに作品によってはギャングスタ・ラップのイメージやテーマが含まれる場合もある。ネオ・ソウルは1960・70年代のソウルのヴォーカルにヒップホップの影響が加わったスタイルである。ヒップホップソウルのほうが概して主流であったが、ネオ・ソウルはディアンジェロ、エリカ・バドゥ、アリシア・キーズ、ローリン・ヒルなどの作品を通して幾分メジャーになっていった。ディアンジェロのアルバム「ヴー・ドゥー」(en:Voodoo)は、複数の音楽ライターによってネオ・ソウルの基礎を作った傑作として評価されている。

### ロック/ヘヴィ・メタル/パンク
ロックンロール(ロックとも)の起源はカントリー、ブルース、R&Bなどにある。ロックンロールの正確な起源および、ロックンロールが初期に影響を受けたスタイルについては議論や学術研究の対象となっている。ロックンロールは、アフリカ・カリブ音楽やラテン音楽の技法(正確には、これらのうちブルースとして伝わったもの)を採用している。ロックンロールは都市的な音楽である。ロックンロールが形成された地域は、様々な住民構成のために、ブラックミュージック・ラテン音楽・ヨーロッパ音楽が混交したことによって、ブルース・カントリー・ボルカ・ザディコなど様々な音楽ジャンルが生じた諸地域である。ロックンロールは当初、カントリーの要素に新しいサウンドを交えたロカビリーと呼ばれるスタイルでポピュラー音楽界に登場した。黒人によるロックンロールはあまりメジャーにはならず、初めて一般聴衆に受け入れられたのは、白人のエルヴィス・プレスリーによってであった。プレスリーはミュージシャンとして歴史上最大級のセールスを記録し、ロックンロールを世界中の聴衆に広めた。

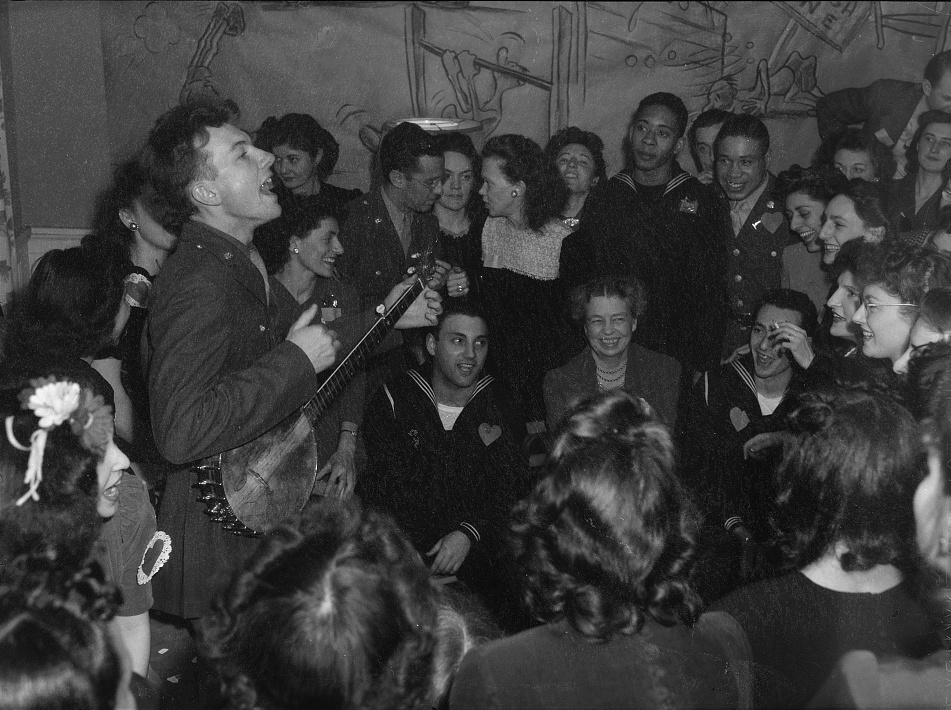
ピート・シーガー

1960年代にはポピュラー音楽界、特にロックンロールの世界で、プロの作曲家からシンガーソングライターへの移行や、ポピュラー音楽が、商売や単純なエンターテインメントというよりもむしろひとつの芸術として理解されるようになったことなど、いくつかの変化があった。こういった変化の主な原因は、ビートルズ、ローリング・ストーンズ、ザ・フー、キンクス、アニマルズなどがおおいに人気を獲得し、アメリカの文化・音楽に強い影響を及ぼしたこと(ブリティッシュ・インヴェイジョン)であった。これらの変化により、公民権運動やベトナム反戦運動(en:opposition to the Vietnam War)など、政治的な目標との結びつきをもった音楽活動がさかんになり、そしてロックンロールはこれらの変化の最前線に位置していた。
1960年代初め、ロックンロールはサーフ・ミュージックをはじめとする複数のジャンルに枝分かれしていた。サーフ・ミュージックはギター器楽曲（インストルメンタル）のジャンルで、南カリフォルニアの若者たちのサーフィン文化と結びついていた。サーフィン、ホットロッド、ビキニの女の子といったサーフ・ミュージックの歌詞を使用したザ・ビーチ・ボーイズが、ポピュラー音楽としてヒットを出しやすい音楽性とコーラス、サーフ・ロック・スタイルで音楽活動を開始したのは1961年のことであった。作曲を担当するブライアン・ウィルソンは、新しいスタジオでの技法を試しながら、カウンターカルチャーやサイケデリック・ロックの影響を受け、アート思考のアルバムを制作した。カウンターカルチャーは、ヒッピー文化と結びつき、ベトナム反戦などの政治的活動へと発展していった。
ボブ・ディランが活動をはじめた1960年代半ばには、フォークロックが音楽界の主流のひとつとなった。ディランに続いてカントリーロックバンドや、ソフトなフォーク調のシンガーソングライターが数多く現れた。サイケデリック・ロックは荒っぽいギターロックの一種で、サンフランシスコと馴染みが深かった。アメリカ全土でヒットを出したサンフランシスコバンドはジェファーソン・エアプレイン、サンタナなどがいた。カントリー、ブルーグラス風のジャムバンドのグレイトフル・デッドはヒッピー、LSDなどと関係の深いサイケデリック・カウンターカルチャーの象徴となった。
1960年代と1970年代初期の政治・社会・音楽における急速な変化の後、ロックは多様化していった。ハードロックはヘヴィメタルと呼ばれることが多くなり、パンク・ロック/ニュー・ウェーヴも登場した。1970年代、これらのスタイルのほとんどがロック・シーンにおいて急成長する一方で、一部のリスナーは、個人的な歌詞を歌う1960年代からのシンガーソングライターを聴いていた。また、アリーナ・ロック(産業ロック。スタジアムやアリーナでライブを行った商業主義的なプログレ・ハードなどのスタイルの総称)、サザン・ロック、ソフトロックのバンドや歌手の成長がみられたのもこの時期であった。1970年終わり頃から、ロック・シンガーソングライターのブルース・スプリングスティーンが貧しい人々や労働者階級についての歌詞でスターとなった。

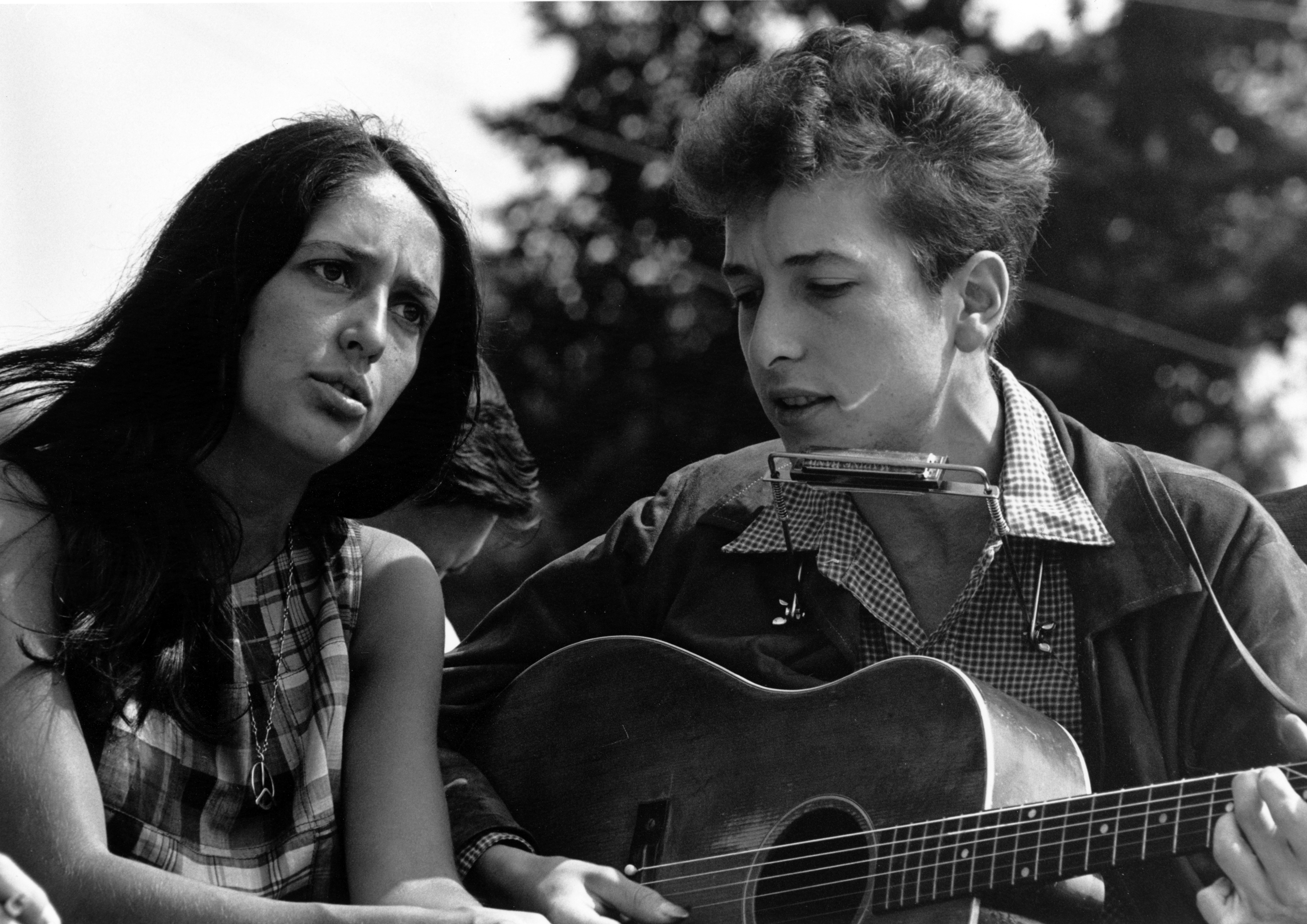
フォークロックのシンガーソングライター、ジョーン・バエズとボブ・ディラン

パンクは、大音量で攻撃的で、そしてシンプルな曲が多い点を特徴とする、1970年代に始まった反抗的なロックのスタイルである。パンクの始まりは、ディスコやアリーナ・ロックなど、当時のポピュラー音楽への反動とであった。アメリカのパンクバンドは、ラモーンズやトーキング・ヘッズなどが代表的である。トーキング・ヘッズはより前衛的なスタイルの演奏を行い、ニュー・ウェイヴ前のパンクに深く結びつくこととなった。その他の有名アーティストにはブロンディ、パティ・スミス、テレヴィジョンなどがいる。
1980年代、パンクファンやバンドの中には、パンクが大衆性を増していくことに幻滅した人々がおり、その結果、ハードコア・パンクと呼ばれるさらに攻撃的なスタイルが登場した。これは、政治的な不満を持つ若者に語りかける短く速く激しい歌からなるジャンルで、バッド・ブレインズ、デッド・ケネディーズ、マイナー・スレットなどのバンドがこれにあたる。1980年代、アメリカの諸都市は地方それぞれの音楽シーンを備えていたが、ハードコア・パンクが生まれたのはワシントンD.C.などの大都市であった。ハードコア・パンクは後に絶望感を増したことにより、ナチ・パンクなどネガティブなものを生んでしまた。パンク、ハードコア・パンク、ガレージロックはオルタナティヴ・ロック(ロック内のジャンルにおいて、パンクやポスト・パンクのスタイルから生まれた、主流の音楽にはっきりと反発するグループ)のルーツでもある。
ミネアポリス・シアトルなど、アメリカの多くの都市では、オルタナティヴ・ロックの音楽シーンが地方ごとに存在した。シアトルのローカルシーンでは、ハードコア・サイケデリック・オルタナティブロックに影響を受けた暗く陰気なグランジのスタイルが生まれた。ニルヴァーナやパール・ジャムといったバンドによってメロディー性のある要素が加わり、グランジは1991年にはアメリカ中で幅広い人気を得た。

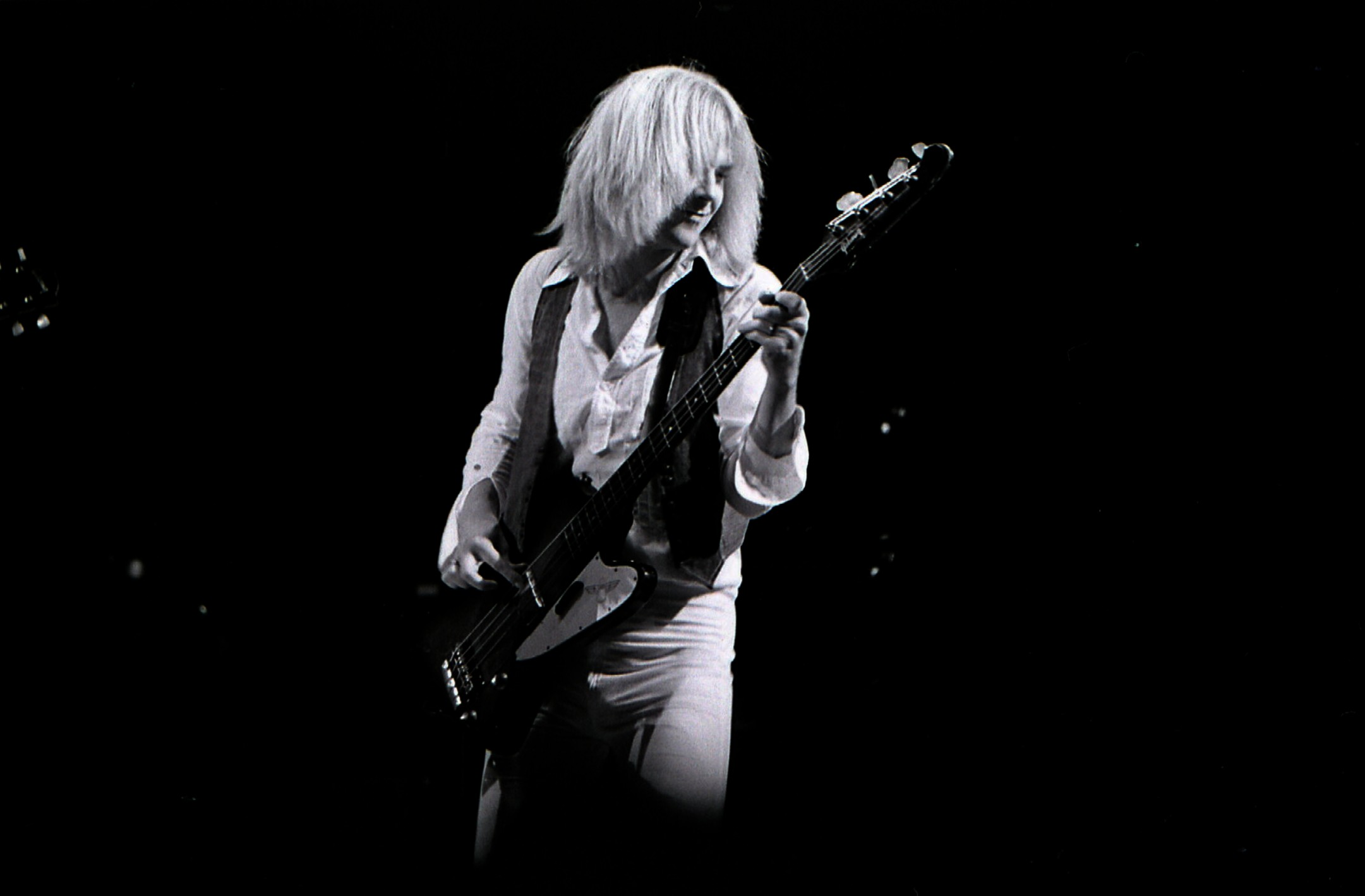
エアロスミス(2003)

ハードロック、ヘヴィメタルは、攻撃的で荒々しいリズムと、アンプを使う歪めた音のギター、壮大な歌詞、技巧的な演奏が特徴のスタイルである。ブルースとロックの要素を取り入れたハードロックバンドが、ギター・ドラムを中心にして生み出した重厚感のあるサウンドがヘヴィメタルの起源である。ハードロック、ヘヴィメタルの先駆者はディープ・パープル、レッド・ツェッペリンらイギリスのバンドで、アメリカにブルー・オイスター・カルト、エアロスミス、キッス（1974年）が登場したのは70年代前半だった。1980年代は、クワイエット・ライオットを皮切りにモトリー・クルー、ラット (バンド)などのバンドが、アルバム・チャートの上位に入った。これらのバンドのスタイルはグラム・メタルと呼ばれる、ハードロックとポップの融合スタイルで、音荒々しさと、グラム・ロックに影響を受けたビジュアルが特徴である。ボン・ジョヴィなど国際的なスターになったバンドも存在する。1980年代の終わり近くには、グラム・メタルの美意識への犯行となるイメージをもったガンズ・アンド・ローゼズが名声を獲得した。1980年中頃には、ヘヴィメタルの方向性は多くの方向に分岐しており、ファンやレコード会社、ファン雑誌が数多くのサブジャンルを作り出すほどだった。アメリカで特に有名なサブジャンルは、アンスラックス、メタリカ、メガデス、スレイヤーなどのバンドが作ったスラッシュメタルである。

### ラップ/ヒップホップ
ヒップホップは音楽を含む文化的運動である。音楽としてのヒップホップは2つの要素からなる。すなわちラップと、DJもしくはプロデュース(サンプリング・演奏・ターンテーブル・ビートボックスにより曲を作る)である。ヒップホップは、1970年代にニューヨーク市のブロンクス区で生まれた。クール・ハーク（ジャマイカ系）、アフリカ・バンバータ、グランドマスター・フラッシュらがラップの初期に活躍した。ハークは、ポピュラー音楽のリズムに合わせたトースティングの手法をジャマイカから持ち込んだ。MCは、もともとDJがソウル・ファンク・R&Bの各曲を紹介しつつ、観客の興奮やダンスを途切れさせないようにするために生まれたものであったが、やがてDJは曲のパーカッションブレイクの音を取り出すことで繰り返すビートを作り、そこにMCをラップで重ねるようになった。1980年代始めには、有名ヒップホップ曲やLL・クール・Jなどの有名アーティストも現れ、メインストリームの名声を獲得した。その他にも、政治色の強い歌詞や社会意識を実験的に組み込んだり、ヒップホップをジャズ・ヘヴィメタル・テクノ・ファンク・ソウルなどと組み合わせるアーティストもいた。1980年代後半にはオルタナティブ・ヒップホップ(en:alternative hip hop)や、デ・ラ・ソウルなどの先駆者による融合スタイルのジャズ・ラップ(en:jazz rap)など、新しいスタイルが現れた。
ギャングスタ・ラップはヒップホップの一種で、男らしさ・肉体中心主義・危険な犯罪的イメージに注目した歌詞が特徴である。ギャングスタ・ラップの起源は1980年代半ばの、フィラデルフィアのスクーリーD(en:Schoolly D)や西海岸のアイス-Tまでさかのぼることができるが、ギャングスタ・ラップのスタイルが勢力を伸ばし、ニューヨークのラッパーのノトーリアス・B.I.G.やヒップホップグループのウータン・クラン、また西海岸のトゥー・ショート(en:Too Short)やN.W.A.など、アメリカの様々な地域で受け入れられたのは1980年代後半だった。1990年代初期、西海岸ラップの音楽シーンでGファンクが生まれた。これはギャングスタ・ラップの歌詞を重厚でぼんやりした曲にのせたもので、曲は1970年代ファンクからのサンプリングが多かった。2パック、ドクター・ドレー、スヌープ・ドッグなどの提唱者が有名。ギャングスタ・ラップは、1990年代終わりから21世紀への変わり目にかけてアメリカのポピュラー音楽界に大きな存在感を保っており、特にエミネムの大ヒット以後は顕著であった。

### その他のスタイル

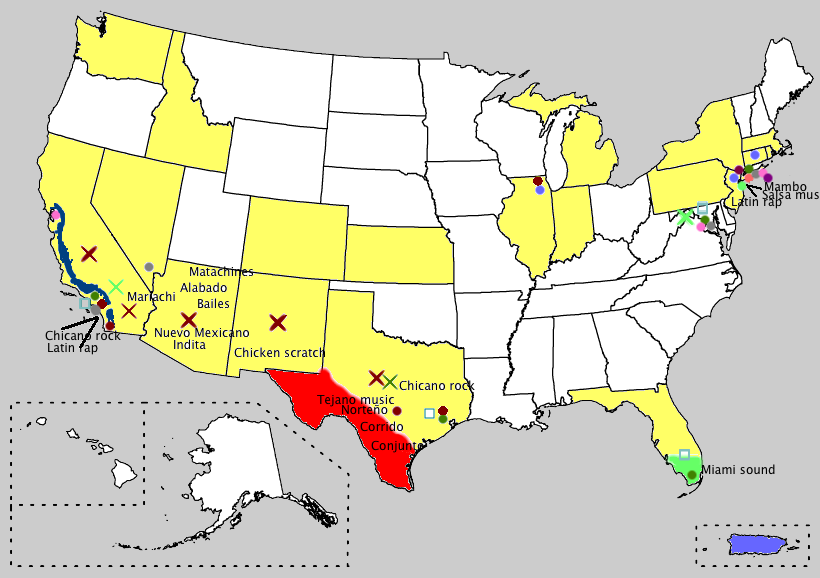
Latin music in the United States

アメリカの音楽業界は、特定ジャンルの音楽のプロデュース・マーケティング・販売を行う大企業が優位を占めている。これらの大企業は、対象となるリスナーが少ないスタイルのプロデュースを行わないか、行ったとしても割く仕事量や録音メディアの発売数はきわめて少ない。こういったニッチ市場を埋める比較的小規模な企業群が、ポルカからサルサまで様々なスタイルの録音メディアを幅広く提供しているのである。多くの中小音楽企業はコアなファン集団を基盤にして成り立っており、こういったファン集団がひとつの地域を基盤にしていることもある。テハーノ音楽やハワイ音楽がその例である。一方で集団が広範囲に分布していることもあり、ユダヤ人向けのクレズマーがこの例である。
音楽業界における、単独で最も大きいニッチ市場はラテン音楽である。ラテン音楽はアメリカのポピュラー音楽に長きにわたって影響を与えており、特にジャズの発展に関して決定的な部分を占めていた。現代のラテン・ポピュラー音楽のスタイルには、コロンビアのクンビア、パナマのレゲトン、メキシコのコリードなど、ラテンアメリカ中から輸入された様々なジャンルが含まれている。アメリカにおけるラテン・ポピュラー音楽は、コンガ・ルンバ・マンボなどのスタイルで知られる、1930・50年代のダンスバンドの流行が始まりである。50年代には、ペレス・プラードがチャチャのスタイルを有名にし、またアフロ・キューバン・ジャズがラテン音楽におけるハーモニー・メロディ・リズムの可能性を明らかにした。しかし、アメリカ式のラテン音楽で最も有名なのはサルサである。サルサは多くのスタイルやバリエーションを含んでおり、「サルサ」の用語はこのうちで最も有名なキューバ由来のポピュラー音楽としてのジャンルを指して使われる。しかし、最狭義の「サルサ」は、1970年代半ばにニューヨークのキューバ・プエルトリコ移民グループによって作られたスタイルと、その様式を受け継ぐスタイル(1980年代のサルサ・ロマンティカ(en:salsa romantica)など)を指す。サルサは、複数のパターンを同時に演奏する、複雑なリズムをもつ。クラーベのリズムはサルサ楽曲の基本をなしており、演奏者それぞれのフレーズのための、共通するリズム上の基礎として用いられている。
このほか、主にネット上でアマチュアの作曲家・理論家によって発展させられているニッチ市場としてゼンハーモニック音楽が存在する。このジャンルは通常の音楽理論以上に極めて複雑な理論的側面を持ち、1958年にアイヴァー・ダレッグにより設立された「Xenharmonic Alliance」の影響により、ひっそりではあるが着実な発展を遂げつつある。

## 政府・政治・法律
アメリカ合衆国連邦政府は、音楽業界の取締まりを行い、知的財産法を施行し、また各種の音楽の促進・収集に努めている。アメリカ合衆国著作権法の下、録音・作曲などの音楽作品は、それが有形の形式に固定された時点から知的所有物として保護される。著作権者の多くは、アメリカ議会図書館に自身の作品を登録し、議会図書館は資料コレクションの管理を行う。また20世紀初めより、議会図書館は調査員を派遣して民俗音楽を録音するなどして文化上・音楽学上重要な資料を積極的に収集している。この調査員には、アメリカ民俗音楽収集家のアラン・ローマックス(en:Alan Lomax)などがいる。ローマックスの著作はルーツ・リバイバル(20世紀半ばのフォークソングのリバイバルブーム)の一因となった。また連邦政府は、ミュージシャンを含む芸術家への補助金を割り当てる全米芸術基金(en:National Endowment for the Arts)・全米人文科学基金や、調査・教育プログラムを実施するスミソニアン博物館や、非営利テレビ放送局への出資を行うアメリカ公共放送協会(en:Corporation for Public Broadcasting)への出資も行っている。
音楽は長きにわたってアメリカの政治に影響を与えている。政党や社会運動がみずからの理想や価値観を伝えるため、また政治的な行事の中に娯楽要素を提供するため、音楽・歌を使うことは頻繁にあった。ウィリアム・ハリソンの大統領選挙キャンペーンは、音楽によって大きく利益を得た最初の例である。これ以降、有力候補が民衆の興味を引くために歌を援用することが一般的になった。またその後の数十年間において、政治家がテーマソングを決めることもしばしばあり、中には象徴的な扱いを受ける歌もあった。例えば、1932年のフランクリン・ルーズベルトのキャンペーンに使われた“Happy Days Are Here Again”(また幸せな日々が来る)という歌は、それ以来民主党のと結びつけて語られている。しかし1950年代以降は、音楽がほとんど、もしくは全くないテレビキャンペーンにとって代わられ、音楽は政治における重要性をなくしていった。だが1960年代には特に、ある種の音楽は、政治的な抗議とさらに深く関わるようになった。マヘリア・ジャクソンなどのゴスペルスターは、公民権運動において重要な人物となった。また同時期、フォーク・リバイバルは1960年代のカウンターカルチャーやベトナム反戦運動の広がりの一因となった。

## 産業・経済
アメリカの音楽業界には、レコード会社からラジオ放送局、コミュニティ楽団まで様々な分野がある。世界の大手レコード会社の多くがアメリカに拠点を置いており、これらを代表する業界団体としてアメリカレコード協会がある。これらのレコード会社は、所有するレーベルと契約したアーティストのプロデュースを行う。レコード会社が広告・公演・テレビ出演などを通じて所属アーティストの販促・マーケティングを行うこともある。レコード会社の関連企業にその他の音楽メディア企業がある場合、ポピュラー音楽に関連する商品をプロデュースすることもある。MTVのようなテレビチャンネル、ローリング・ストーンのような雑誌、また各種ラジオ局などがこれにあたる。近年、音楽業界は著作権に保護された音楽作品のダウンロードの増加についての騒動に巻き込まれている。多くのミュージシャンやアメリカレコード協会は、違法ダウンロードを行うファンへ罰則を課す方法を検討している。
アメリカのラジオ局はしばしばポピュラー音楽を放送する。放送局はそれぞれラジオフォーマット(放送する歌のカテゴリー)がある。ラジオフォーマットの曲目は、完全にジャンル別という分けではないがジャンルごとの分類に沿っている。アメリカのラジオ局の大半は地方局であり、局ごとに独自の選局をすることもある。その他にもクリア・チャンネルのように大企業が所有する放送局も多数あるが、こういった放送局の曲目は比較的少なく、同じ曲が繰り返しかかることが多い。ビルボード誌は、様々な分野における音楽レコードの売り上げについて、多くの音楽チャートを集成し、レコードの売り上げを追跡調査している。Billboard Hot 100は、ポップ・ミュージックのシングルチャートである。また、アルバムの調査はBillboard 200で行われている。アメリカの家庭において音楽メディアは一般的ではあるが、音楽業界の収入のほとんどは少数の愛好者からくるものである。例えば、アルバム売上額の62%の元になっている購入者は、全体の25%以下にすぎない。音楽流通業者のハンドルマン社への調査によれば、月に1枚アルバムを購入してアルバム売り上げの62%をまかなう消費者は、音楽消費者全体の23%にすぎないという。アメリカレコード協会によれば、2005年のCD出荷枚数は7億500万枚、うちシングルが280万枚“2005 Yearend Market Report on U.S. Recorded Music Shipments (pdf)” (PDF). Recording Industry Association of America. 2007年3月8日時点のオリジナルよりアーカイブ。2006年4月12日閲覧。。
アメリカの音楽業界においては大手レコード会社が優位に立っているものの、一方でインディーズ音楽業界も存在する。インディーズ音楽の主要な基盤は、地方から外への販路をもたない、もしくはあっても限られているような地方のレーベルである。アーティストがインディーズレーベルからレコードを出し、十分な名声を獲得してからメジャーレーベルと契約することもあれば、あえてインディーズレーベルにとどまり続けるものもいる。一般的な音楽とスタイル面で似ていることもあるが、多くのリスナーにとってインディーズの音楽は、あまり聞く機会がなかったり、特殊だったり、受けが悪かったりすることが多い。インディーズのアーティストが、自身の曲をインターネットでファンに公開していることも多い。各種レコード中心のアーティスト以外にも、コミュニティ楽団、結婚式などでの歌手・バンド、ラウンジ歌手、ナイトクラブのDJなど、音楽にたずさわる様々なプロフェッショナルがいる。アメリカ音楽家連盟(en:American Federation of Musicians)は、プロ音楽家を対象としたアメリカ最大の労働組合である。とはいえ、音楽に関する安定雇用下にある加入者は、全加入者の15%にすぎない(2000年時点)。

## 教育
音楽はアメリカの教育において重要な地位を占めており、ほとんど全ての教育過程に組み込まれている。公立の小学校では必修科目、その後は選択科目となるのが一般的。一般的な高校では、コーラスをメインにした声楽と、大人数のスクールバンド形式をとる器楽のクラスが開講される。演劇科による舞台製作の一部として音楽が組み込まれる場合もある。公立・私立ともに、学校が音楽クラブ・グループへの出資を行うことはよくあり、その場合スポーツの対抗戦で演奏を行うマーチングバンドが含まれることが多いが、これはジョン・フィリップ・スーザのバンドが1880・90年代に大人気となったことから始まった傾向である。
小規模ながら重要な音楽アカデミーや音楽大学も存在するが、アメリカにおける音楽の高等教育は、主に大規模な総合大学が担っている。大学の音楽学部は、スポーツイベントに不可欠なマーチングバンドから、バーバーショップ・グループ、グリークラブ、ジャズバンド、交響楽団に至るまでさまざまなバンドへの出資を行うことがある。また、外国の演奏家を招いてコンサートを行ったりなど、音楽に関する交流活動への出資も行うことがある。音楽学科を設けて数々の音楽スタイルについて研究している大学もある。

## 学術研究
アメリカにおける、音楽に関する学術研究は、音楽史・音楽学の他にも、社会階級・民俗や宗教上のアイデンティティ・性別と音楽との関係などについても研究が行われている。アメリカ音楽に関する学術研究は、19世紀終わりごろのアリス・フレッチャーとフランシス・ラ・フレッチェによるオマハ族の音楽についての研究にはじまる。これはアメリカ民族学局およびピーボディ考古学・民族学博物館のための研究であった。
1890年代から20世紀初めにかけて、インディアン・ヒスパニック・アフリカ系・アングロサクソン系といったアメリカの各民族に対して音楽学上の録音がなされた。これは主に議会図書館音楽部長オスカー・ソネック(en:Oscar Sonneck)以下の指揮のもと、アメリカ議会図書館によって行われた研究であった。この一連の研究を行った研究社には、アメリカ民俗音楽アーカイブの設立者であるロバート・ウィンスロー・ゴードン、ジョン・ローマックス、アラン・ローマックスなどがいる。アラン・ローマックスは20世紀のルーツ・リバイバルの一因となった民俗音楽収集家の中でも最も有名である。
アメリカ音楽に関する20世紀初めの研究は、ヨーロッパ由来のクラシックの伝統をもっとも研究上の価値があるものとして解釈する傾向があり、一般民衆の民族的・宗教的・伝統的な音楽は下級のものとして評価されており、美術的・社会的な価値は少ないと見られていた。ヨーロッパ諸国の歴史と比較して、アメリカの音楽には歴史が足りないとされ、その結果アーサー・ファーウェルが『アメリカの音楽(Music in America)』(1915)で書いたように、文筆家はアメリカの文化からどのような音楽の伝統が生まれるか検討するようになった。1930年、ジョン・タスカー・ハワード(en:John Tasker Howard)による、アメリカで作曲されたコンサート音楽に注目した『我々のアメリカ音楽(Our American Music)』が研究のスタンダードになった。音楽学者チャールズ・シーガーによる20世紀半ばの研究以来、アメリカの音楽史は、人種や先祖について理解することと緊密に結びついているとされることが多くなった。この観点のもと、アメリカにおける様々な人種・民俗のバックグラウンドにより、ヨーロッパ・アフリカ・インディアンの音楽要素がそれぞれの領域を超えて変容していったような一定の文化変容が促進された一方で、人種同士の音楽上の分断という考え方も進んだ。ギルバート・チェイスの『アメリカの音楽、ピルグリムから現在まで(America's Music, from the Pilgrims to the Present)』は、アメリカ全体の音楽を検討したメジャーな研究としては最初の例である。チェイスはこの中で、アメリカのフォークの伝統はコンサート音楽よりも文化的に重要であるとの見方を示した。アメリカ特有の音楽的アイデンティティについてチェイスが行った分析は、既成学会においていまだに優勢な見解の地位を保っている。しかし1960・70年代のほとんどの音楽学者は、主にヨーロッパ由来のクラシック・オペラのスタイル、時にアフリカ系のジャズなど、分野をアメリカ音楽の中の特定分野に限定しつつ、ヨーロッパ音楽の研究を続けていた。これより後世の音楽学者・民族音楽学者は、国民の音楽アイデンティティから、特定の時代の特定のコミュニティにおける個々の技法・スタイルまで様々な研究を行っている。近年のアメリカ音楽に関する研究では、チャールズ・ハム(en:Charles Hamm)の『新世界の音楽(Music in the New World)』(1983)やリチャード・クロフォード(en:Richard Crawford)の『アメリカの音楽生活(America's Musical Life)』(2001)などが有名。

## 余暇活動
アメリカの祝日の中には、音楽が重要な役目を果たすものがいくつかあり、特に音楽が重要になるのがクリスマスの祝いである。クリスマスの音楽は、さやかに星はきらめきなどの宗教歌や、ジングルベルなどの世俗的な歌などがある。また、国歌の「星条旗」をはじめとする愛国歌は独立記念日の祝賀において重要である。他にも、アメリカ全土での祝祭にはならない地方の祝日においても、音楽が一定の役割を果たすものは多くある。特に有名なのがマルティグラで、これはニューオーリンズで行われる、音楽と踊りのパレード・祭りである。
アメリカでは、多数の音楽祭が行われており、演じられるスタイルもブルースやジャズから、インディーズロックやヘヴィメタルまで様々なものがある。全米に知られたアーティストがほとんどいないような、地方のみに対象を絞った音楽祭もある。こういった音楽祭は地方の興行主によって運営されているのが普通である。大手のレコード会社は、ロラパルーザやオズフェストといった音楽祭をみずから主催して、大勢の観客を動員している。